# Parálisis periódica hipercalémica equina
La Parálisis Periódica Hipercalémica Equina (HYPP; Equine Hyperkalemic Periodic Paralysis por sus siglas en inglés) es una patología de los equinos de carácter hereditario codominante. Se trata de una mutación de punto, es decir que existe un cambio anormal de una base nitrogenada por otra en un gen, en este caso de una Citosina por una Guanina en el alelo que determina la subunidad alfa de los canales de sodio ampliamente distribuidas en las fibras musculares. Es característica de los caballos Cuarto de milla aunque no exclusiva de la raza. Clínicamente, se caracteriza por periodos de parálisis muscular en donde pudiera haber muertes espontáneas por fallas cardíacas o respiratorias durante ataques agudos.

## Historia
Gracias a la genealogía de los caballos afectados por HYPP, se identificó un caballo conocido como Impresive del cual todos eran descendientes. Sin conocimiento aún de la mutación que se había originado en este caballo, fue comercializado su semen propagándose severamente esta enfermedad. Aun así con el conocimiento de esta, no se detiene la comercialización del semen de descendientes de Impresive que pudieran estar afectados ya que se desea heredar la conformación obteniendo caballos campeones pues este equino primeramente se hizo famoso por ser un gran campeón de conformación. La prevalencia de la enfermedad se concentra en caballos de la razas Cuarto de milla y Pura Sangre, ya que son animales que aspiran a registro, sin embargo no es específica de la raza, sólo basta contar con algún descendiente de Impresive (mutante) para ser sospechoso de la enfermedad. En enero de 1998 la AQHA (American Quarter Horse Association) inicia con el requierimiento de pruebas específicas para dar a conocer su genotipo en potros con líneas genéticas identificadas como portadoras del gen HYPP, cuando no se ha identificado el genotipo pero pertenece a alguna línea de portadores del gen, entonces en los documentos de registro lleva la leyenda Este caballo tiene un ancestro conocido como portador del gen HYPP, designado de acuerdo a las reglas de la AQHA como un defecto genético. La AQHA recomienda realizar el examen respectivo para confirmar la presencia o ausencia de este gen.

## Patogenia y herencia
Al ser modificada la base nitrogenada Citosina por Guanina en un triplete del gen que codifica la proteína que determina la subunidad alfa del canal de sodio, la proteína sufre un cambió estructural y por tanto de su función. El cambio es del aminoácido leucina por fanilalanina, alterando el flujo normal de sodio y potasio incrementando repentinamente el nivel de potasio por encima de 8 a 9 mEq/L en suero produciendo que las fibras musculares no realicen correctamente su función observando espasmos involuntarios o una exagerada relajación muscular. Es una mutación de carácter codominante. Ejemplificando la herencia codominante de esta enfermedad, téndríamos los siguientes resultados si se realizaran los siguientes apareamientos: 
- el genotipo para los equinos con dos copias de la mutación sería H/H y el fenotipo como severamente afectado
- un heterocigoto tendría el genotipo N/H y su fenotipo sería como afectado
- un homocigoto sin la mutación tendría el genotipo N/N y su fenotipo sería como no afectado

Un equino ya sea macho o hembra heterocigoto (N/H)que es apareado con otro sin la mutación (N/N) tiene un 50% de probabilidad de procrear un individuo afectado, guardando una relación 1:1. Un equino heterocigoto (N/H) apareado con otro heterocigoto tiene un 50% de probabilidad de procrear un potro afectado (N/H), un 25% severamente afectado (75% afectados; 5o + 25) (H/H) y otro 25% no afectado (N/N) guardando una relación 1:3:1. Por último, si un equino severamente afectado, es decir homocigoto a la mutación procreara con otro no afectado (N/N) tendría una descendencia de 100% afectados; heterocigotos (N/H).

## Signos Clínicos
Los signos característicos son los impredecibles ataques de parálisis, debilidad y colapso, además de la muertes esporádicas efecto de las parálisis cardíacas y respiratorias. Otros signos son prolapso del párpado, postura como de perro sentado, fallas cardíacas y respiratorias, esta última manifestada por un característico silbido producido por el ataque.

## Diagnóstico
La prueba diagnóstica debe emplearse en los individuos sospechosos. Se debe también establecer un adecuado diagnóstico diferencial ya que hay otros trastornos con signos similares, por ejemplo el cólico producido por el ejercicio puede presentar colapso y rigidez muscular confundibles con la HYPP, sin embargo los ataque de HYPP son breves y muestran recuperación total sin evidencias de un ataque anterior, el cólico se comporta muy diferente. El diagnóstico molecular es el utilizado para determinar el genotipo en caso de esta y otras enfermedades hereditarias. La prueba es el PCR-RFLP que se trata de una amplificación del gen donde se encuentra la mutación utilizando enzimas de restricción que después son observadas por electroforesis.

## Prevención y Control
Es evidente que la enfermedad no posee una cura, sin embargo hay factores que predisponen a una mayor frecuencia de los ataques como el sobreesfuerzo, estrés, frecuente reposo y las dietas ricas en potasio. Por lo tanto son recomendables las dietas bajas en potasio. Sobre el control de la enfermedad en la cuadrilla y la población equina, se recomienda no utilizar estos animales con la mutación en los programas de reproducción y cuando se compre germoplasma o individuos, se debe indagar en la posibilidad de que estos pertenezcan a alguna línea genética identificada como portadora del gen HYPP.